# Didier Pasquette
Didier Pasquette est un funambule qui a fait partie de la première promotion au centre national des arts du cirque (CNAC) à chalons en champagne . Il notamment traversé la Tamise et le stade de Wembley.En 2008 il est invité par Tino Wallenda à rejoindre la troupe des Flying Wallendas pour recréer la pyramide à sept qui avait connu une fin tragique dans les années 1960.